# Odynerus pensus
Odynerus pensus är en stekelart som beskrevs av Giordani Soika. Odynerus pensus ingår i släktet lergetingar, och familjen Eumenidae. Inga underarter finns listade i Catalogue of Life.